# Nien
Nien is een bestuurslaag in het regentschap Pidie van de provincie Atjeh, Indonesië. Nien telt 380 inwoners (volkstelling 2010).